# Marpesia bahamensis
Marpesia bahamensis är en fjärilsart som beskrevs av Munroe 1971. Marpesia bahamensis ingår i släktet Marpesia och familjen praktfjärilar. Inga underarter finns listade i Catalogue of Life.